# Monopeltis perplexus
Monopeltis perplexus är en ödleart som beskrevs av  Carl Gans 1976. Monopeltis perplexus ingår i släktet Monopeltis och familjen Amphisbaenidae. Inga underarter finns listade i Catalogue of Life.